# Scott (Ohio)
Scott è un villaggio degli Stati Uniti d'America, situato nello stato dell'Ohio, diviso tra la contea di Van Wert e la contea di Paulding.